# 桜坂かい
桜坂 かい（おうさか かい）は日本の女性声優。アダルトゲームに声をあてている。

## 出演作品

### PCゲーム

#### 2000年
- 鬼門妖異譚（大江山摩耶）

#### 2001年
- V.G.Re-birth（エリナ・G）

#### 2002年
- 学艶 〜狙われた痴態〜（安兼実）
- Sultan 〜The Lovesong is Forever〜（テルティ）
- CRAVE×10（矢吹ひよこ）

#### 2003年
- 十二人の女教師（中島圭、工藤真希）
- 月光に濡れる教室で、僕は。（芹沢小夜子）
- 幻夢館 〜愛欲と凌辱の淫罪〜（谷村薫）
- 姉妹教師 〜春菜と明日菜〜（若木明日菜）
- アイコン（エイル、ナナティ、フロスティ）
- 愛してナイチンゲール（時雨未結）

#### 2004年
- KYRIE 〜BLOOD ROYAL3〜（ノエル・エルベ）
- Fruit Punch（大橋蘭、若宮弥生、メリッサ）
- 秘湯めぐり 〜欲情蹂躙温泉記〜（安兼みのり）
- 尋問姦（レナ）
- Naive（小泉彩名、梓音）
- 虹を見つけたら教えて。（スイ）
- ANGEL'S ACT（本橋舞子）

#### 2005年
- おしかけおさなづま3（加賀忍）
- ぱ・ぴ・こ・ん〜双子の娘はどうきゅうせい〜（倉科美沙希）
- ぴんくのあゆみ! 〜いけない凌辱検査〜（章姫ひかる）
- Heaven's Cage（天川湖雪、シオン）

#### 2006年
- あの街の恋の詩（片平志穂）
- 牝姫の虜 〜廃校舎の制服少女〜（館石奈緒）

#### 2007年
- FigureHead（シルフ）
- R.U.R.U.R 〜ル・ル・ル・ル〜 このこのために、せめてきれいな星空を（R-たんぽぽ、C101、D410、L339、アナウンス、生徒A、その他セーバーバーゲン）
- 桃華月憚（六条章子）
- こいとれ 〜REN-AI TRAINING〜（鹿子木ゆう）
- 月神楽（サキュパス）

#### 2008年
- りとる・ピースvol.1（福島多恵）
- るいは智を呼ぶ（茅場茜子）[1]
- あるすまぐな! -ARS:MAGNA-（冴島芳子）
- やみツキ!（箕村つかさ）
- 才気煥発才色兼備の君たちへ（光原零子）

#### 2009年
- タペストリー -you will meet yourself-（吾妻陽子）
- ボクの手の中の楽園（ルーツィエ・クーリー）
- コミュ - 黒い竜と優しい王国 -（柚花 真雪）[2]
- 嘘デレ!（喜納睦月）

#### 2010年
- ルーンロオド（ソフィア）
- こいらぼ［KOI-LABO.］（九月すみれ）
- 空を仰ぎて雲たかく（アンジェリカ）
- るいは智を呼ぶ -フルボイスエディション-（茅場 茜子）[3]
- るいは智を呼ぶファンディスク–明日のむこうに視える風–（茅場 茜子）[3]

#### 2011年
- Vermilion -Bind of Blood-（美影）[4]

#### 2012年
- ‘&’ - 空の向こうで咲きますように -（郡浜 珠璃）[5]

#### 2014年
- ハロー・レディ!（鷹崎 エル）[6]
- ハロー・レディ! - New Division -（鷹崎 エル）[7]

### コンシューマーゲーム
- るいは智を呼ぶ（茅場 茜子）[8]

### CD
- るいは智を呼ぶ ドラマCD-眠れぬ森のいばら姫-（茅場 茜子）[9]
- ドラマCD ‘＆’-空の向こうで咲きますように-幻の堀出夏祭り（郡浜 珠璃）[10]

### OVA
- Unbalance アンバランス MENU.1～3（神谷 美香）[11]